# Letux
Letux ist eine nordspanische Gemeinde (municipio) 356 Einwohnern (Stand: 2024) in der Provinz Saragossa in der Autonomen Gemeinschaft Aragón. 

## Lage
Letux liegt etwa 62 Kilometer (Fahrtstrecke) südsüdöstlich von Saragossa in einer Höhe von 515 m am Fluss Aguasvivas. 

## Bevölkerungsentwicklung
| Jahr      | 1960 | 1970 | 1981 | 1991 | 2001  | 2011 | 2021 |
| Einwohner | 859  | 696  | 520  | 486  | (563) | 428  | 343  |

## Sehenswürdigkeiten
- Maria-Schnee-Kirche (Iglesia de Nuestra Señora de las Nieves)
- Reste der Festung der Markgrafen von Lazán (Castillo Palacio de los Marqueses de Lazán) aus dem 17. Jahrhundert
- Kapelle der Jungfrau (Ermita de la Virgen de los Dolores)

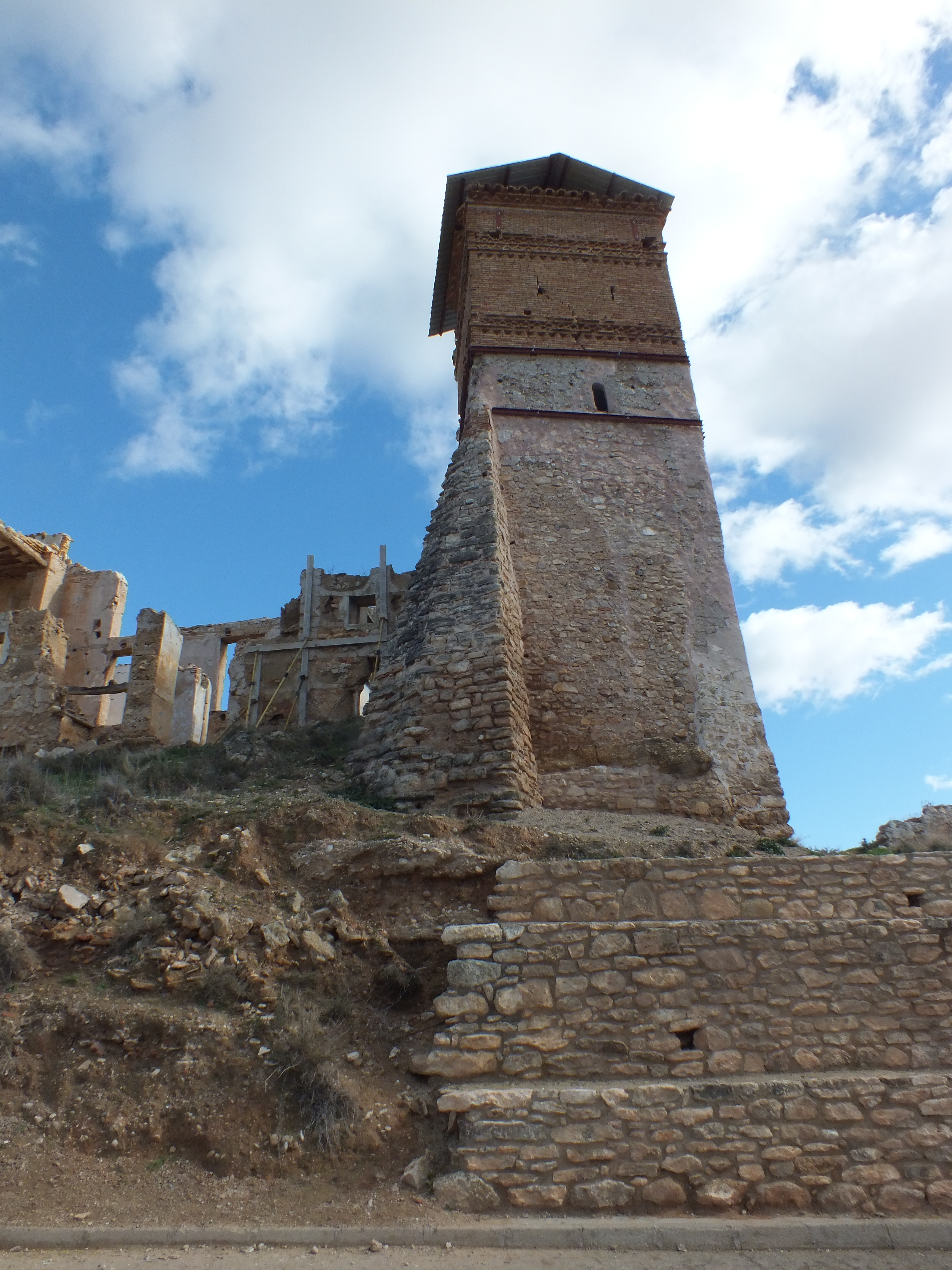
Reste der Festung
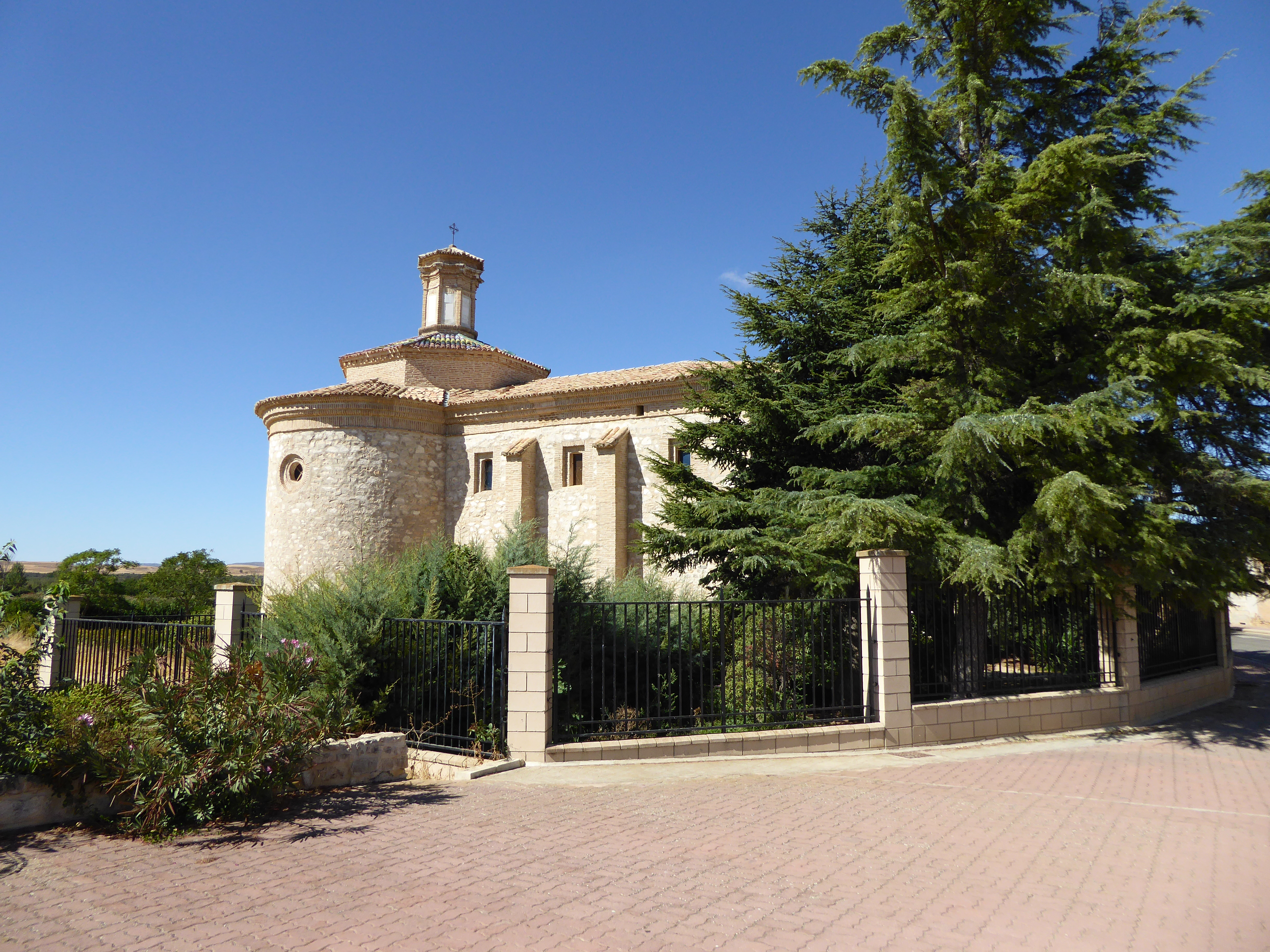
Kapelle der Jungfrau